# ده فرمان (قسمت هفتم)
ده فرمان (اپیزود هفتم) هفتمین قسمت از مجموعه ده قسمتی ده فرمان ساخته کریشتوف کیشلوفسکی است.
این مجموعه بین سالهای ۱۹۸۸ تا ۱۹۸۹ میلادی ساخته شد، کریشتوف کیشلوفسکی بهمراه کشیشتف پیسیویچ فیلمنامه این مجموعه را به نگارش درآوردند.

## خلاصه داستان
دزدی مکن
ماجرای فیلم، به زندگی دختری جوان بازمی‌گردد. در نگاه اول نمی‌توان به مشکلات زندگی دختری جوان (مایکا)، خواهر شش‌ساله‌اش (آنیا) و مادرش (اوا) پی برد. مایکا روابط روحی عجیبی با آنیا دارد و پی بردن به عمق این رابطه برای خواننده مشکل به نظر می‌رسد. مایکا در پس صحنهٔ نمایش خیمه‌شب بازی، خواهرش آنیا را می‌دزدد و با او از بطن مشکلات درون خانواده گریخته و اسیر مشکلات جدیدی می‌شود. به مرور متوجه این موضوع خواهیم شد که رابطهٔ مایکا و آنیا فراتر از دو خواهر است و در حقیقت این دو مادر و دختری هستند که فاصلهٔ سنی ۱۶ ساله‌ای با هم دارند و سکانس‌های بعدی ما را به جریانات عشق سابق مایکا و مشکلات روحی او آشنا می‌سازد. نتایج این دزدی -دزدی که نمی‌توان نامید، فرار از خانه مناسب‌تر به نظر می‌آید-، پایان تلخیی‌ست که باورش برای خواننده (بیننده) مشکل به نظر می‌رسد…